# Агабекян, Мелик Хачикович
Мелик Хачикович Агабекян (укр. Мелік Хачикович Агабекян) — украинский художник, член Национального Союза Художников Украины (1986).

## Биография
Родился 26 июня 1947 года в Сухуми. В 1973 году женился.
Начиная с 1973 года на протяжении одного года преподает в Ереванском художественном училище (1973—1974). В 1980 году закончил обучение в Ереванском художественно-театральном институте, где учился под руководством Эдуарда Исабекяна и Саркиса Мурадяна. С 1980 по 1982 годы преподавал в Ереванском художественно-театральном институте. С 1982 на протяжении семи лет занимал пост художественного редактора журнала «Труженица Армении». С 1986 года член Национального Союза Художников Украины. В 1990-92 годах работал преподавателем в школе № 6 города Шахтёрск Донецкой области. С 1992 года работает в школе рисования Союза художников № 1 в Шахтёрске.
Его работы выставлялись на республиканских выставках в Армении в 1981 и 1985 годах. Также в 1992 и 1997 годах он был участником художественных выставок в Донецке.
Участвовал в конкурсе на герб Шахтёрска, однако его вариант не был принят.

## Основные работы
- «Ущелье Хорошие» (1979)
- «Свадьба в Ленинакане» (1980)
- «Молодые литейщики» (1981)
- «Натюрморт с кактусами» (1985)
- «Возвращение» (1985)
- «Автопортрет» (1986)
- «Портрет А . Царукян» (1986)
- «Начало» (1987)
- «Церковь св. Апостолов» (1988)
- «Зима. Солнечный день» (1992)